# Tall Mamu
Tall Mamu (arab. تل ممو) – wieś w Syrii, w muhafazie Aleppo. W 2004 roku liczyła 675 mieszkańców.